# Papa Paul I
Papa Paul I (n. 700 d.Hr., Roma, Imperiul Roman de Răsărit – d. 28 iunie 767 d.Hr., Roma, Statele Papale) a fost un papă al Romei. Din 29 mai 757 era succesorul fratelui său, Ștefan al II-lea. Amândoi se trăgeau din vestita familie Orsini. Numele lui înseamnă "cel mic (grec.)".
Din pricină conflictelor existente între Biserica Orientului cu cea a Occidentului nu l-a înștiințat  pe împăratul Bizanțului despre alegerea lui (în schimb, îi scria regelui francilor).
Fiindcă francii erau implicați în lupte pe teritoriul lor cu langobarzii, nu puteau să-l sprijine decât prin confirmarea susținerii lor. Totuși Paul a reușit să facă față greutăților mari din pontificatul lui.
A murit pe 28 iunie 767. Rămășițele sale pământești au fost îngropate mai întâi la Sf. Paul, apoi la Sf. Petru.
Ziua lui onomastică este data de 28 iunie, ziua morții lui.